# 氷川社 (さいたま市西区指扇)
氷川社（ひかわしゃ）は、埼玉県さいたま市西区の神社。指扇氷川神社ともいう。

## 歴史
景行天皇の御代（71年 - 130年）に創建されたと伝えられる。日本武尊が東征の途上、当地において須佐之男命を祀ったのが起源という。また現存しないが、「延文六年（1361年）」の銘が入った石塔があったということから、少なくとも室町時代初期には既に存在したものと推測される。
「神宮寺」が別当寺であった。神宮寺は、もと「神宮司」といい、796年（延暦15年）に設置され、885年（仁和元年）に「神宮寺」に改称、寺院化した。しかし、弘化年間（1844年 - 1848年）に火災で焼失、そのまま廃寺となった。
明治初期、近代社格制度に基づく「村社」に列せられ、1907年（明治40年）の神社合祀により、周辺の8社が合祀された。

## 交通アクセス
- 指扇駅より徒歩13分。